# Artim Položani
Artim Položani (in macedone Артим Положани?; Bidževo, 25 giugno 1982) è un allenatore di calcio ed ex calciatore macedone, di ruolo centrocampista o difensore, tecnico del Flamurtari Valona.

## Caratteristiche tecniche
Ricopre il ruolo di centrocampista centrale e anche di difensore centrale.

## Palmarès

### Club

#### Competizioni nazionali
- Coppa di Macedonia: 1

Škendija: 2015-2016

### Individuale
- Calciatore macedone dell'anno: 1

2006